# Wassertriel

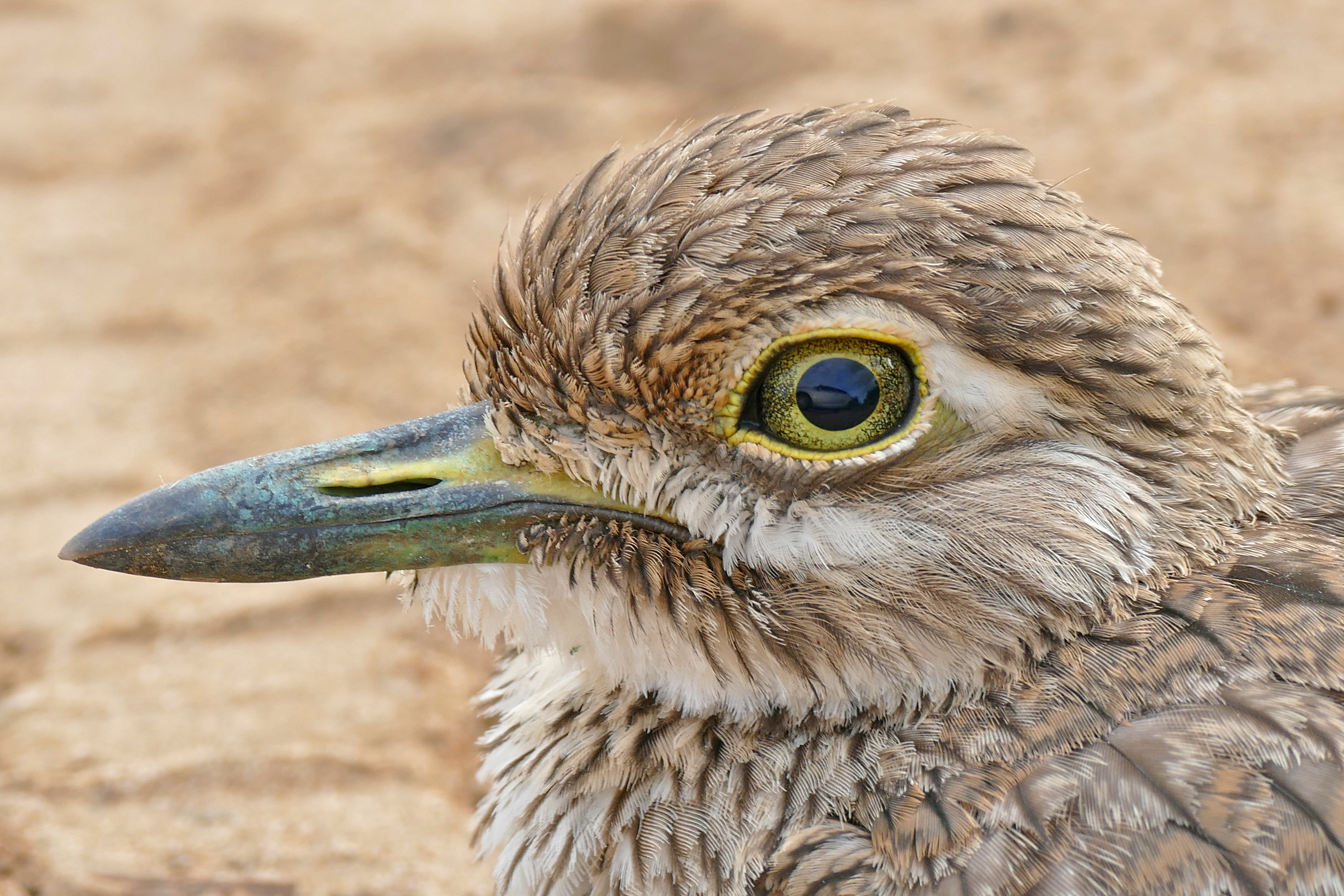
Burhinus vermiculatus, Detailaufnahme

Der Wassertriel (Burhinus vermiculatus) ist eine überwiegend dämmerungs- und nachtaktive Art aus der Familie der Triele.

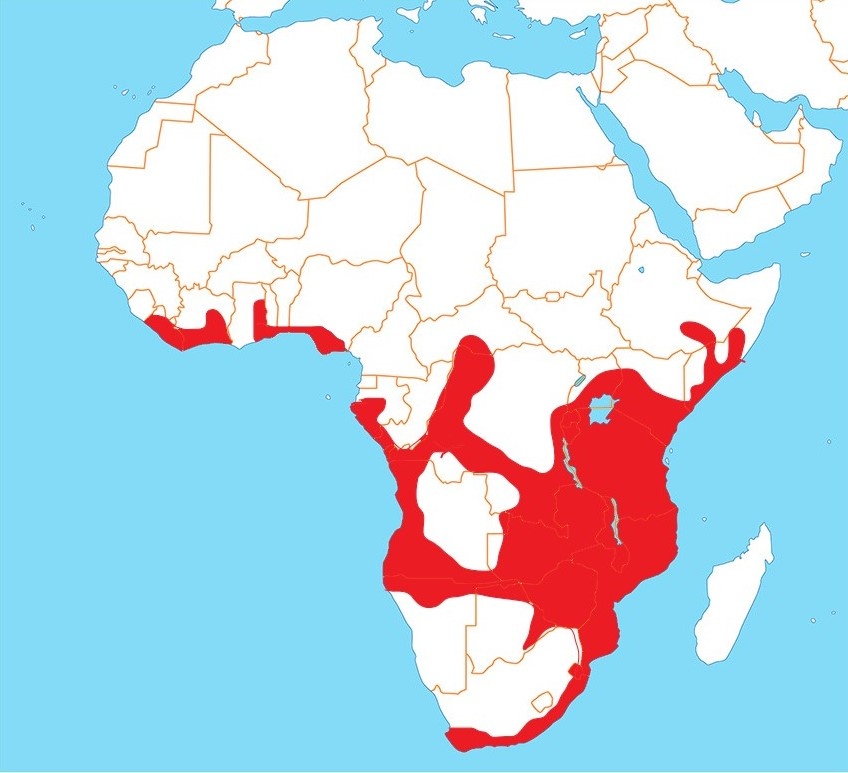
Verbreitungsgebiet

Der Vogel ist in Subsahara-Afrika weit verbreitet.
Er besiedelt Lebensräume in Wassernähe, bevorzugt mit etwas Gebüsch als Deckung bis 1500 (Uganda) – 1800 m Höhe (Sambia). Die Art ist Standvogel.
Der Artzusatz kommt von lateinisch vermiculus ‚kleiner Wurm‘.

## Merkmale
Diese Art ist 38–41 cm groß und wiegt zwischen 280 und 430 g und ist damit kleiner als der Kaptriel (Burhinus capensis). Sie ähnelt dem europäischen Triel (Burhinus oedicnemus) und dem Senegaltriel (Burhinus senegalensis), ist aber dunkler gefärbt mit gestricheltem braun-grauem Gefieder. Der breite helle Spiegel weist eine dünne weiß-graue Begrenzung oberhalb auf ohne schwarze Begrenzung unterhalb. Dieser Spiegel ist jedoch nicht immer vorhanden. Der Schnabel ist länger und wuchtiger mit weniger Gelb an der Basis, der schmale Basisfleck ist matt gelblich-grün, das Culmen ist schwarz. Im Gegensatz zu anderen Trielen findet sich eine feine wurmartige namensgebende Zeichnung auf der Oberseite, die allerdings nur von nahem zu sehen ist. Augen und Beine sind grünlich-gelb. Im Fluge imponieren eher breite, stumpfe Flügel, kurzer Schwanz, der etwas von den Füßen überragt wird. Jungvogel haben gelbbraune Flecken auf den grauen Flügeldecken und sind auf Oberseite und Schwanz stärker gezeichnet.

## Geografische Variation
Es werden folgende Unterarten anerkannt:
- B. v. buettikoferi (Reichenow, 1898), – Liberia bis Gabun
- B. v. vermiculatus (Cabanis, 1868), Nominatform, – Demokratische Republik Kongo bis Somalia und Südafrika

## Stimme
Der meist nächtlich erfolgende Ruf wird als lautes, klagendes „ti-ti-ti-ti-ti-tee-tee-teee“, „pi-pi-pi-pi-pee-pee-PEE-PEE-PEE-PEE-PEE-PEE-PEE-peeu-peeeu-peeeu-peeeu-peeeu“ oder „wi-wiwi-wii wii wii“ beschrieben, langsamer und tiefer werdend. Oft wird zu mehreren gerufen.

## Lebensweise
Die Nahrung besteht hauptsächlich aus Insekten, Krustentieren und Weichtieren, Wirbellose aller Art, die nachts auf dem Boden gesucht werden.
Die Brutzeit liegt in Südafrika in der Trockenzeit und am Anfang der Regenzeit, in Liberia zwischen September und Januar, in Ghana im Januar, April und Mai, in Somalia im August, in Uganda zwischen August und Oktober. Die Art lebt monogam und tritt meist als Paar auf. Das Nest ist eine flache Mulde, oft in Wassernähe, das Gelege besteht aus 2, seltener 3 gelblichen bis sandfarbenen Eiern mit dunkelbraunen, schwarzen und lilafarbenen Flecken. Beide Eltern brüten über 22 bis 25 Tage, die Küken werden auch von beiden versorgt. Oft hat der Wassertriel sein Gelege bei Nestern von Nilkrokodilen, die es vor Fressfeinden schützen. Die Krokodile wiederum werden durch Alarmrufe des Triels herbeigerufen, wenn sich Nesträuber nähern. Auch greifen sie die Triele nicht an, denn beide Arten profitieren in dieser Symbiose.

## Gefährdungssituation
Der Bestand gilt als nicht gefährdet (Least Concern).